# Iona (Floride)
Pour les articles homonymes, voir Iona.
Iona est une census-designated place située dans le comté de Lee, dans l’État de Floride, aux États-Unis. Sa population s’élevait à 15 369 habitants lors du recensement de 2010.

## Démographie
| 1990  | 2000   | 2010   | - | - | - |
| ----- | ------ | ------ | - | - | - |
| 9 565 | 11 756 | 15 369 | - | - | - |

## Source
- (en) Cet article est partiellement ou en totalité issu de l’article de Wikipédia en anglais intitulé « Iona, Florida » (voir la liste des auteurs).